# 염로국
염로국(冉路國)은 고대 한반도에 존재했던 국가로 마한 54국 중 하나이며, 충청남도 아산시에 위치한 것으로 추정되고 있는 나라이다.

## 같이 보기
- 온양군